# Fernand Augereau
Pour les articles homonymes, voir Augereau.
Fernand Augereau, né le 23 novembre 1882 à Naintré (Vienne) et mort le 26 juillet 1958 à Combrée (Maine-et-Loire), est un coureur cycliste français.

## Biographie
Il est cycliste professionnel entre 1902 et 1911. Coureur de grande taille et de forte corpulence, il est plutôt rouleur.
Dans l’étape Bordeaux-Nantes du Tour de France 1903, Augereau s’accroche verbalement avec Maurice Garin et Lucien Pothier, qui lui tendent une embuscade et démolissent son vélo. Il finit néanmoins troisième au classement général du Tour.
L’année suivante, il remporte le Bordeaux-Paris après disqualification des quatre premiers.
Il se marie le 4 avril 1942 à Châtellerault avec Jeanne Andrée Thibault.

## Palmarès
- 1901
  - Poitiers-Clan et retour
- 1903
  - 3e du Tour de France
- 1904
  - Bordeaux-Paris

## Résultats sur le Tour de France
- 1903 : 3e du classement général